# ديفيد كوكس (لاعب كريكت بريطاني)
ديفيد كوكس (19 مايو 1946 - ) (بالإنجليزية: David Cox)‏ هو لاعب كريكت بريطاني.

## وصلات خارجية
- دايفيد كوكس على موقع إي آس بي آن كريك إنفو (الإنجليزية)